# Psyrtscha station
Psyrtscha (abchaziska: Ҧсырӡха; ryska: Псырцха) är en järnvägsstation längs den abchaziska järnvägen. Stationen ligger i staden Afon Tjyts (Achali Atoni). Stationen är en av stadens två, tillsammans med Afon Tjyts centralstation. Psyrtscha station har fått sitt namn eftersom den ligger mellan två tunnlar vid Psyrtschafloden. Fram till år 1951 gick stationen under namnet Datja och mellan år 1951 och 1967 hette den Agaraki.
Från och med år 2009 stannar inga godståg vid stationen.